# ريتشارد إدواردز (سياسي)
ريتشارد إدواردز (بالإنجليزية: Richard Edwards)‏ هو شخصية أعمال وسياسي بريطاني وأسترالي، ولد في 1842 في المملكة المتحدة، وتوفي في 29 أكتوبر 1915 في أستراليا. حزبياً، نشط في Protectionist Party ‏ (1901 – 1906) وحزب التجارة الحرة (1906 – 1909) وLiberal Party (Australia, 1909) ‏ (1909 – 1913). وقد انتخب عضو مجلس النواب الأسترالي عن دائرة أوكسلي ‏ (30 مارس 1901 – 23 أبريل 1913).